# Бальдансперже, Фернан
Фернан Бальдансперже (фр. Fernand Baldensperger; 4 мая 1871, Сен-Дье-де-Вож, Гранд-Эст — 24 февраля 1958, Сюрен) — французский историк литературы, филолог, литературовед, редактор, литературный критик, теоретик литературы, Один из основателей сравнительного литературоведения. Член Американской академии искусств и наук (1940).

## Биография
Бальдансперже — педагог, профессор университетов в Страсбурге, Лионе и на факультете искусств в Париже, читал курс лекций в США, в частности в Гарварде.
В 1921 году совместно с Полем Азаром основал «Revue de Lit. Comparée» («Журнал сравнительной истории литератур»). Редактировал журнал в течение пятнадцати лет.
В 1923 году получил французскую литературную премию Archon-Despérouses.
В своих «Mélanges linguistiques» (1911) Ф. Бальдансперже на основании социологического анализа истории французского языка показал, что «классический» литературный язык XVII—XVIII веков возник не при королевском дворе, а в среде «третьего сословия».
Автор нескольких библиографий, использовал при этом псевдоним Фернан Бальдан.
Как историк литературы (Alfred de Vigny, 1912, Balzac, sa vie et son œuvre, 1927 и др.) Ф. Бальдансперже широко использовал сравнительный метод.
Свою личную библиотеку, насчитывающую около 5000 томов, завещал публичной библиотеке в родного города Сен-Дье-де-Вож.
В 1958 году номинировался на присуждение Нобелевской премии по литературе.

## Избранные работы
- Goethe en France : essai de littérature comparée, Paris, 1904
- La Littérature : création, succès, durée, Flammarion, coll. " Bibliothèque de philosophie scientifique ", 1913
- Le Mouvement des idées dans l'émigration française, Plon-Nourrit, Paris, 2 vol., 1925
- Alfred De Vigny: contribution à sa biographie intellectuelle, 1933
- La Littérature française entre les deux guerres (1919—1939), Marseille, 1943
- Œuvres complètes d’Alfred de Vigny, t. II, Paris, 1948 (ISBN 2070105806).
- Bibliography of Comparative Literature, Fernand Baldensperger et Friedrich P. Werner, New York, 1960